# Let's Tap
Let's Tap est un jeu vidéo développé par Prope, le studio de Yuji Naka, et édité par Sega. Il s’agit d’un party game sorti sur Wii en décembre 2008 au Japon, puis en juin 2009 dans le reste du monde.

## Système de jeu
Let's Tap est un party game de rythme. Les joueurs posent la Wiimote sur une surface plane, et interagissant en tapant sur la surface. Les vibrations sont captées par l’accéléromètre de la manette.

## Accueil
| Publication                         | Note                               |
| ----------------------------------- | ---------------------------------- |
| AN 1UP.com                          | C+                                 |
| RU GameSpot                         | 7 sur 10                           |
| RU IGN                              | 8,5 sur 10                         |
| RU Edge                             | 8 sur 10                           |
| FR Gamekult                         | 6 sur 10                           |
| FR Jeuxvideo.com                    | 15 sur 20                          |
| Compilations de plusieurs critiques |                                    |
| GameRankings                        | 73 % (basé sur 30 critiques)       |
| Metacritic                          | 70 sur 100 (basé sur 46 critiques) |